# Mesechinus hughi
Mesechinus hughi là một loài động vật có vú trong họ Erinaceidae, bộ Erinaceomorpha. Loài này được Thomas mô tả năm 1908.